# Khedbrahma
Khedbrahma là một thành phố và khu đô thị của quận Sabar Kantha thuộc bang Gujarat, Ấn Độ.

## Nhân khẩu
Theo điều tra dân số năm 2001 của Ấn Độ, Khedbrahma có dân số 25.547 người. Phái nam chiếm 52% tổng số dân và phái nữ chiếm 48%. Khedbrahma có tỷ lệ 65% biết đọc biết viết, cao hơn tỷ lệ trung bình toàn quốc là 59,5%: tỷ lệ cho phái nam là 73%, và tỷ lệ cho phái nữ là 56%. Tại Khedbrahma, 13% dân số nhỏ hơn 6 tuổi.